# マール王国の人形姫
『マール王国の人形姫』（マールおうこくのにんぎょうひめ、英題：Rhapsody: A Musical Adventure）は、1998年12月17日に日本一ソフトウェアより発売されたPlayStation用ミュージカルロールプレイングゲーム。淡い色使いで構成された絵本のような世界観と、愛らしいキャラクターが歌って踊るミュージカルイベントが魅力の作品である。
本項では、続編『リトルプリンセス マール王国の人形姫2』、『天使のプレゼント マール王国物語』および派生作品についても記載する。

## マール王国の人形姫
シリーズ第1作。人形と会話ができる不思議な能力を持った少女・コルネットは、ある日、森でマール王国の王子・フェルディナンドに命を救われ恋に落ちる。しかし、王子はコルネットを助けたことがきっかけで悪い魔女にさらわれてしまう。コルネットは愛しの王子を救い出すため、人形のクルルと旅に出る。
旅の途中で出会う人形のほか、モンスターを仲間にできる場合がある。戦闘には最大4名参加でき（クルルは戦闘不参加）、バトルシステムにはシミュレーションの要素が取り入れられている。通貨単位は「イノチウム (Ic)」。
キャラクターデザインは野村良治（現・Ryoji）、音楽は佐藤天平が担当した。また、ミュージカルシーンの歌は各キャラクターの声優が担当する。なお、佐藤は本作をきっかけに日本一ソフトウェア作品の音楽を手がけるようになった。
1999年・2001年に廉価版が発売されたほか、2006年12月21日よりゲームアーカイブス対応ソフトとして配信されている。また、2008年8月7日にはニンテンドーDSでリメイク版が発売された。
北米ではPS版がAtlus U.S.A., Inc.から、DS版が日本一ソフトウェアの子会社NIS America, Inc.から発売されており、欧州ではDS版がSquare Enix Ltd.から発売されている。PS北米版はサウンドトラックCDとの2枚組で、サウンドトラックは日本国内でも限定販売された。

### 製品バリエーション
『マール王国の人形姫』
1998年12月17日発売。
『マール王国の人形姫+1（たすいち）』
1999年9月22日に発売された廉価版。付属のおまけディスクには、高解像度イラスト、ゲーム使用楽曲、『リトルプリンセス』体験版を収録。
『マール王国の人形姫 PS one Books』
2001年12月20日に発売された廉価版。『+1』のおまけディスクを省略したもの。
『マール王国の人形姫i』
iアプリへの移植版。2005年1月24日サービス開始。バトルシステムがコマンド入力方式に、バトル画面はクォータービューからサイドビューに変更され、「ひみつ日記」や「かんさつノート」が追加されるなど、システム面では『リトルプリンセス』に近い。
同年4月5日には、初心者向けに難易度を調整した「ライト版」の配信を開始。ノーマル版とのデータの互換性はない。
また同年8月8日からは、人形クルルを主人公とした追加アプリ『クルルといっしょ♪』が配信されている。
『マール王国の人形姫 天使が奏でる愛のうた』
2008年8月7日に発売されたDS移植版。キャラクターデザインは丸山薫に変更。クルルが戦闘に参加できるようになったが、モンスターは仲間にできなくなった。また『人形姫i』と同様にバトルシステムおよび画面が見直され、「かんさつノート」が追加された。そのほか、『天使のプレゼント』の「母を訪ねて…」と「天使がくれた物語」をアレンジしたものが、追加イベントおよび本編クリア後の追加シナリオとして組み込まれている（日本語版のみ）。
予約特典は、ミュージカルシーンで使用された歌曲全て（13曲）を収録したCD「マール王国の人形姫 the ミュージカルブックレット」。

### 登場人物

#### 主要キャラクター
コルネット・エスポワール (Cornet Espoire)
声 - 藤野かほる
誕生日：10月14日、身長：152センチメートル、体重：41キログラム、年齢：16歳
主人公。明るく元気な女の子で、祖父ムスタキとオレンジ村で暮らしている。人形と話すことができる不思議な能力を持ち、妖精型の人形・クルルとは子供の頃からの付き合い。
つらい時や問題にぶつかった時は、「女は行動力」の言葉で元気を奮い起こす。宝物は母の形見であるラッパ。
クルル (Kururu)
声 - 川村万梨阿
身長：30センチメートル、体重：720ミリグラム、年齢：12歳
妖精を模した人形で、コルネットの大事な友達。普通の人形と異なり、なぜか彼女だけは自由に動き、コルネット以外の人とも会話することができる。蝶に似た羽を持ち、それを用いて飛んで移動する。
コルネットの保護者を自認しており、「女は行動力」という言葉も彼女が幼いコルネットに教えたもの。好奇心旺盛で、もめごとや事件に首を突っ込み痛い目に遭うこともあるが、一向に懲りる気配はない。
フェルディナンド・マール・E (Ferdinand Marl E)
声 - 森川智之
身長：172センチメートル、体重：58キログラム、17歳
マール王国の王子。整った顔立ちと気さくで優しい性格の持ち主で、城下町マザーグリーンにはファンクラブが存在する。剣の達人でもあり、不意打ちではあったものの一撃でドラゴンを倒した。堅苦しいことが苦手で、時々お忍びで外出している。
父・アキウス国王は2年前に亡くなり、現在は母のジークリンデが女王として国政を執り行う。名前の「E」は20代目の王位正統継承者を意味し、妻を娶った後に王位に就くことが決まっている。
エトワール・ローゼンクイーン (Etoile Rosenqueen)
声 - 天野由梨
誕生日：7月14日、身長：158センチメートル、体重：45キログラム、年齢：16歳
王国きっての商家・ローゼンクイーン家の一人娘であり、コルネットの幼なじみかつライバル。自ら率先して動く行動派で、銃器の扱いに長ける。高飛車な言動を取るため分かりにくいが、困っている人をほうっておけない優しい心の持ち主でもある。
心の中ではコルネットのことを友人と思っており、彼女が困っている時にはさりげなく手助けをすることも多い。「ミス・マール王国コンテスト」を2年連続で制覇している。

#### マージョリー一家
マージョリー (Marjoly)
声 - 富沢美智恵
身長：168センチメートル、体重：50キログラム、年齢：1509歳（自称20代）
悪名高い魔女。空飛ぶ城・ビューティキャッスルを根城とし、3人の家来と大勢のニャンコたちを従える。ボンテージ風の衣装をまとった色気むんむんの美女だが、千年以上生きていることから容貌に翳りが出ているらしく、オバサン呼ばわりされると激怒する。惚れっぽい性格で、特に美少年に目がない。
世界一の魔力を誇るものの、大雑把でおっちょこちょいな性格ゆえにしばしば魔法の不発や暴発を引き起こす。自己中心的で周囲の迷惑を顧みないが、部下や知人の面倒見は良く、肝心なところでは筋を通す憎めない性格をしている。
ガオ (Gao)
声 - 神宮司弥生
身長：182センチメートル、体重：78キログラム、年齢：117歳
マージョリーの家来。体力と根性で不可能を可能とする「根性魔法」の使い手。並外れた身体能力に裏打ちされた武術の達人であり、さらに強くなることを目指し暇があれば訓練をしている。
細かいことを気にしない豪快な性格の持ち主で、その思考回路はかなり単純だが、それゆえに逆境にもめげないタフさも併せ持つ。狼のものによく似た尻尾を生やしている。
クロウディア (Crowdia)
声 - 山田美穂（現・山田みほ）
身長：168センチメートル、体重：52キログラム、年齢：124歳
マージョリーの家来。中性的な美貌を持つ剣の達人。極度のナルシストで、自室には巨大な自分のブロマイドや大きな姿見が置かれ、自分がより美しく見えるポーズや角度の追求に余念がない。黒い翼を持ち、空を飛ぶことができる。
基本的には思慮深く、家来3人のなかではまとめ役を務めることが多い。ビルという名前のカラスを飼っている。
ミャオ・カルカンスキー (Myao)
声 - 田村ゆかり
身長：138センチメートル、体重：34キログラム、年齢：91歳
マージョリーの家来。金髪と猫を連想させる目が特徴的な魔女で、魔法を得意とする。語尾は「ニャ」。ニャンコたちの主人でもある。
マージョリーに次ぐ魔力を有し、ドラゴンや巨大魚など様々なモンスターをペットとして従える。精神的・肉体的には家来の中で最も幼く、子供っぽい体型を気にしている。実はカルカンスキー家という猫の魔族の名門出身であることが続編で明らかにされている。
ニャンコ
マージョリー一家の下っ端である二足歩行のネコたち。緑色の吊りズボンがトレードマーク。可愛らしい外見と声のために子供のような印象を受けるが、成人である。
それぞれ個性を持つが、魚が好物なのと語尾に「ニャ」を付けるのは共通している。きわめて常識的な性格をしており、変わり者ぞろいのマージョリーたちに振り回される苦労人である。

#### その他
シェリー (Cherie)
声 - 川村万梨阿
コルネットの母親。コルネットが子供の頃に亡くなった。16年前の戦争で夫・マリウスを亡くし、オレンジ村の教会でシスターをしながら義父ムスタキと共にコルネットを育てた。愛情深い母親であったと同時に明るく人好きのする性格で、村人にも親しまれていたらしい。歌が好きで、コルネットのラッパは彼女の形見。誕生日は11月1日。
ムスタキ (Mustaki)
コルネットの祖父。穏やかな性格の好々爺で、幼くして両親を亡くしたコルネットを慈しみ育てた。王国でも指折りの人形師で、人形の作成や修理で生計を立てている。
ポリャンスキー (Polansky)
大賢者と称えられる老人。港町ブルーキャットの近くにあるその名も「大賢者の塔」に居を構え、塔を訪れる者に助言を与える。気さくで茶目っ気のある性格をしており、「偉そうで堅苦しい」と大賢者と呼ばれるのを嫌っている。ムスタキとは古くからの友人。
ゴロンゾ (Golonzo)
王国の大臣。16年前の戦争を終わらせた英雄の一人だが、暗殺が未遂に終わったことを残念がられるなど国民の評判はとても悪い。

#### 人形
旅の途中で出会い、コルネットに力を貸してくれる。それぞれ事情や願いを抱えている。
シャルテ (Sharte)
テラ (Terra)
キッド (Kid)
テル (Tell)
ビリー (Billy)
Lくん (L-kun)
レジェム (Ledgem)
デューク (Duke)
チバ (Chiba)
アルバトロス (Albatross)
ナイトスポーノ (NightSpawn <DarkKnight>)
デザインは『スポーン』の主人公、アル・シモンズ / スポーンを盗用している。
フレール (Flare)
コロ (Koro)
ケロライン (Caroline)
ミカエル (Michael)

### スタッフ
- 企画・シナリオ原作 - 新川宗平
- シナリオ - 北角浩一
- キャラクターデザイン・美術監督 - 野村良治
- キャラクターデザイン（DS版） - 丸山薫
- 音楽 - 佐藤天平
- ディレクター - 北角浩一
- プロデューサー - 新川宗平

### 主題歌
エンディングテーマ 「ありがとう」
作詞 - 新川宗平 / 作曲・編曲 - 佐藤天平 / 歌 - コルネット（藤野かほる）

## リトルプリンセス マール王国の人形姫2
シリーズ第2作。『マール王国の人形姫』の14年後を舞台とした続編。王女クルルは母・コルネットの冒険譚と恋物語に憧れ、自分の手で「理想の王子さま」を見つけようと旅に出る。
新要素として、「ヒミツのクルル日記」「かんさつノート」が追加された。前作に比べグラフィックが大幅に改良されたほか、バトルシステムがシミュレーションタイプからコマンド入力タイプに変更され、戦闘がスピーディーになった。バトル画面はクォータービューからサイドビューに変更されている。また人形・モンスターはパーティーメンバーからクルル・クレア・チェロの装備品的な役割に変わった。MPの設定がなくなり、「とくしゅ」コマンド使用時はHPを、人形を呼び出す際はイノチウム（所持金）を消費する。
2000年・2001年に廉価版が発売されたほか、2007年5月31日よりゲームアーカイブス対応ソフトとして配信されている。

### 製品バリエーション（リトルプリンセス）
『リトルプリンセス マール王国の人形姫2』
1999年11月25日発売。予約特典は「リトルプリンセス オリジナル設定資料集」。
『リトルプリンセス+1（たすいち） マール王国の人形姫2』
2000年10月26日に発売された廉価版。内容の一部リニューアル（難易度設定、エンディング前のイベント追加など）やアナログコントローラ対応のほか、初期型のPlayStation 2で頻繁にフリーズする不具合が修正された。付属のおまけディスクには、高解像度イラスト、ゲーム使用楽曲、『天使のプレゼント』設定資料を収録。
『リトルプリンセス マール王国の人形姫2 PS one Books』
2001年12月20日に発売された廉価版。『+1』のおまけディスクを省略したもの。
『リトルプリンセスi マール王国物語』
iアプリへの移植版。2006年12月18日配信開始。全30話。携帯版のオリジナル要素として、人形の戦闘への参加、クレアがゲームシステムを説明する「クレアの説明書」の追加などがある。2007年7月23日より、追加シナリオ『とらぶるしゅーたー』が配信されている。

### 登場人物（リトルプリンセス）

#### 主要キャラクター（リトルプリンセス）
クルセイル・シェリー・マール・Q
声 - 川村万梨阿
主人公。フェルディナンドとコルネットの間に生まれた一人娘で、通称は「クルル」。12歳。誕生日は1月1日。
母の若い頃の冒険譚に憧れ、自分の王子様を見つけるために旅に出る。母と同じく人形と話す力を持ち、ラッパを譲り受けた。なおカエル嫌いも受け継いでいる。
若い頃の父同様にしばしば無断で城を抜け出し、家臣にはおてんば姫と呼ばれる。城下町のレストランの厨房で勝手に料理を食べてしまうなど、世間知らずな一面もある。城下の王立聖パプリカ学園に通うが、音楽と体育を除き成績は良くない。
クレアトゥール・ローゼンクイーン
声 - 大谷育江
エトワールの娘でクルルの親友。通称「クレア」。12歳。誕生日は2月20日。
礼儀正しく物腰は穏やかだが、さらっと黒い発言をすることがある。マイペースで、少々のトラブルでは動じない。クルルのボケにはハリセンでツッコむ。
ローゼンクイーン商会の最新技術で人形を操ることができる。また、護身用として母から銃の扱いを学んでいる。
実はエトワールの実の娘ではなく、養女。本人はそのことを知らないまま育ったが作中でそれを知り動揺する。
チェロ
声 - 折笠愛
クルルたちの前に現れる謎の少年。14歳。誕生日は8月19日。
古代人の生き残りでアクージョの義理の息子。一撃でドラゴンを倒すほどの剣の使い手であり、今は絶えたはずの古代魔法を扱うなどその実力は未知数。冒険の道中で度々警告をしてくるが、目的は不明。

#### アクージョ一家
アクージョ
声 - 鶴ひろみ
マージョリー一家と並ぶ魔族の名門・アクージョ一家の当主。999歳。異空間にある亜空城に住み、3人の部下と大勢のニャンシーを従える。
チャイナドレスに身を包んだ肉感的な美女。お肌の曲がり角にさしかかり、秘宝「シャドウofビューティー」により永遠の若さを手に入れようと企む。自信家で、身内の面倒見がよく、口ではあれこれ言われつつも部下から慕われている点はマージョリーと共通するが、性格は冷徹で基本的に他人を信用しない。
派手で直接的な行動を好むマージョリー一家とは対照的に、綿密に策を練りひっそりと計画を進めるタイプで、知名度は高くないものの実力は伯仲している。アクージョ一家の部下の名前やデザインには中国をイメージしたものが採り入れられており、西洋ファンタジー風のマージョリー一家との差別化が図られている。
ランラン
声 - 天野由梨
アクージョの部下。格闘技を得意とする、魔女になりたての17歳。拳法着のような衣装を身に纏う。
マージョリー一家のガオと同じ狼族で、子供の頃にガオに命を救われたことがあり、それ以来彼女を慕っている。彼女に認めてもらうため武術の修行に励み、顔を合わせるたびに勝負を挑むがいまだに勝ち星はない。のんびりした性格だが、これと決めたことは全力でやり遂げようとする一途さも併せ持ち、それゆえに周りが見えなくなることもある。
フォンフォン
声 - 若本規夫
アクージョの部下。並外れた怪力を持ち、美しくポーズを取ることで相手にダメージを与える「ポージング魔法」の使い手。155歳。
筋骨たくましい大男だが、心は女性といういわゆるオカマ。そのことを指摘されると激怒し、ドスの利いたしゃべり方になる。極度のナルシストであり、いつも美の研究に余念がないが、彼の考える美とは鍛え上げたたくましい肉体や筋肉であり、整った顔立ちこそ美と考えるクロウディアとは価値観の相違から互いに軽蔑しあっている。クロウディア同様背中に羽を持つが、長い間使わないうちに退化し、空を飛ぶことはできない。
ニャンニャン・バケネコフ
声 - 藤野かほる
アクージョの部下。正統派の魔女で様々な魔法を使いこなす。ニャンシーたちの主人でもある。86歳。
前髪で目を隠し、いつも薄ら笑いを浮かべている。日夜新たな魔法の研究に明け暮れているが、仲間を実験台として使うなどマッドサイエンティスト気味なところがある。口数は少ないがさらりと毒を吐くタイプで、人が困っているのを見て楽しむなど意地の悪いところもある。
バケネコフ家はミャオのカルカンスキー家と並ぶ猫の魔族の名門であり、長年にわたる両家の確執を受け継いで彼女たちも犬猿の仲。
ニャンシー
声 - 田村ゆかり、水沢潤、宮川香月
アクージョ一家の下っ端で雑事一切を行う二足歩行のネコたち。ニャンニャンの使い魔。ピンク色の服に同色の頭巾をかぶっており、服には太極図がデザインされている。
マージョリー一家のニャンコたちとは同じ種族であり、単に働き先が違うだけ。全員魚好きで語尾に「ニャ」をつけるところ、奇人変人ぞろいの主人たちに苦労させられているところも同じである。

#### その他（リトルプリンセス）
ランディ・ラフィーネ
声 - 檜山修之
マール王国の近衛騎士。20歳。クルルが幼い頃から護衛を務めている。剣の腕は確かだが押しの弱いところがあり、クルルのわがままに振り回されることも多い。密かにソニアに憧れている。妹・リンダをモンスターにより失うという過去を持つ。特技は「ヘブンアンドヘル」。
ソニア・フランセーズ・ゼオライト
声 - 三石琴乃
マール王国近衛騎士隊隊長。将軍ジオ・ゼオライトの一人娘。23歳。両親が男子に恵まれず、母の死に際して家を継げるのは自分だけと考え騎士の道を志す。周囲の嘲笑にもめげず血の滲むような努力を重ね、初の女性騎士となった。
女としてではなく騎士として生きることを心がけており、自他に厳しく接する。奔放なクルルに説教をすることも多い。その凛とした立ち居振る舞いから同性の人気が高く、非公認のファンクラブまで存在する。
ジオ・ゼオライト
声 - 長嶝高士
マール王国の将軍。52歳。騎士の名門ゼオライト家の当主で、国王の信任も厚い。クルルにとってはおじいちゃん代わりの存在で、ジオもクルルには甘い。
「かんさつノート」では、14年前のマージョリー一家による王子誘拐事件の際になぜか不在だったことをツッコまれている。
ゾルバレフ
声 - 長嶝高士
近衛騎士隊副隊長。「暁のゾルバレフ」を自称する。「かんさつノート」で「ハイセンスな風貌」と評される個性的な外見をしている。ソニアの信奉者。年齢は38歳。
バーグ (Burg)
声 - 長嶝高士
両手に包丁を持った大柄な料理人ネコ。1作目に引き続き登場。語尾は「バーグ」。
前作ではミャオに従っていたが、失敗続きで立場が悪くなりニャンニャンに乗りかえた。ニャンコ・ニャンシーより上位の存在だが、どちらも無節操に振る舞うバーグを嫌っている。
エトワール・ローゼンクイーン
声 - 天野由梨
クレアの母親にして、マール王国一の商家・ローゼンクイーン商会会長。29歳。父カールから会長職を受け継ぎ商会を切り盛りするほか、王都の開発などマール王国の発展にも尽力している。
かつてコルネットに協力し、フェルディナンドを救った功績から自由貴族の称号を与えられており、王宮に顔パスで出入りできる数少ない人物。娘のクレアを溺愛しており、周囲の奇異の目を気にすることなく、父親のいない彼女を愛情深く育て上げた。高笑いと自慢する癖は相変わらずだが、年相応の落ち着きも身につけており、娘の親友であるクルルに対しても、優しく頼りになる大人として接する。
モミー (Momie)
声 - 若本規夫
ハマー (Hammer)
声 - 長嶝高士
共にエトワールのボディーガード。黒尽くめの服にサングラスをかけている。背が高く、もみ上げが長いのがモミーで、背が低く、いつも葉巻をくわえている方がハマー。
元軍人で、銃火器の扱いに長ける。大怪我を負って行き倒れていたところをエトワールに助けられ、その恩を返すため彼女のボディーガードになることを申し出た。義侠心に篤く、常に彼女と共に行動し、彼女のためなら死地へ飛び込むことも厭わない。
フェルディナンド・マール
コルネット・マール
声 - 藤野かほる
マール王国の国王夫妻でクルルの両親。新カヘル王国を表敬訪問中。第1話では16歳。
ジークリンデ (Siegrind)
マール王国の先代女王であり、国王フェルディナンドの母。思いやりと強い決断力・判断力を持ち、国王夫妻の留守を預かり国王代理を務める。
お転婆なクルルに対しては、それを個性と許容しながら注意するべきところは注意し、クルルもこの祖母の言うことは素直に聞き入れる。

### スタッフ（リトルプリンセス）
- 企画原案・シナリオ - 新川宗平
- キャラクターデザイン - 野村良治
- 音楽 - 佐藤天平
- ディレクター - 池戸信二
- プロデューサー - 新川宗平

### 主題歌（リトルプリンセス）
エンディングテーマ 「小さな姫の決意 〜想いが語り継がれるように」
作詞 - 新川宗平 / 作曲・編曲 - 佐藤天平 / 歌 - クルル（川村万梨阿）

## 天使のプレゼント マール王国物語
シリーズ第3作。全5+1話のオムニバス形式で展開する。前作の続きではなく様々な時代や場所で、様々なキャラクターの日常を描いた外伝シナリオ集となる。プレイヤーはシナリオ選択画面から用意された6つのシナリオを任意に選ぶことができる。
シナリオの合間にミュージカルシーンが盛り込まれており、メルヘンチックな世界観を引き立てているのが本作の特徴である。人形劇のように3Dで描かれたキャラクターたちが、歌や音楽でミュージカルの一幕を披露する。
日本一ソフトウェア初のPlayStation 2用ソフトであり、背景が3D化された。戦闘は最大で16人（1チーム最大4人×4チーム）参加可能となり、「合体技」も60種類以上用意されている。限定版の特典は、設定資料集と『天使のプレゼント』の全使用楽曲を収録したオリジナルサウンドトラック（2枚組）。
2000年9月14日に発売された『電撃PlayStation D』(D36) の付録CD-ROM内コンテンツ「電撃ミュージアム」で本作が紹介された（D39まで連載）。声優メッセージなども収録している。また2000年12月27日より、全国のGame TSUTAYAにて体験版の無料レンタルキャンペーンが実施された。2014年12月17日よりPlayStation 2アーカイブス対応ソフトとして配信されている。
第一話 「母を訪ねて…」
『マール王国の人形姫』のフェルディナンドがさらわれた直後の物語。コルネットは、森で迷子になっていた女の子・エリーを親許へ送り届けることになる。
第二話 「かぼちゃパンツは愛の試練を乗り越えられるか？」
『リトルプリンセス』から4年後の物語。チェロとの結婚をフェルディナンドに認めてもらうため、「かぼちゃ姫」クルル（16歳）はミス・マール王国コンテスト優勝を目指す。コンテストが強さを競うものだと知ったクルルは、人形の力を借りるために一路オレンジ村へ向かう。しかし、彼女の人形は何者かに盗まれてしまっていた。
第三話 「ニャンコが消えた日」
雑事担当のニャンコが全員行方不明となり、機能停止に陥ったマージョリー一家。仕方なくマージョリーたちはニャンコ捜索を開始する。
第四話 「愛ゆえにネコは戦う」
アクージョ一家に仕える身でありながら、マージョリー一家に仕えるニャンコを愛してしまったペコニャンの、愛と忠義の狭間で思い悩む様子を描く。『リトルプリンセス』の外伝的な物語。
第五話 「天使がくれた物語」
はるか昔、人々が古代文明と呼ぶ時代の王女・シェリーの物語。
おまけ 「マールだヨ！全員集合」
全てのシナリオをクリアすることでプレイ可能となるおまけシナリオ。マール王国シリーズの主要キャラクターが総登場する。

### 登場人物（天使のプレゼント）
第1話
- コルネット・エスポワール（声 - 藤野かほる）
- 人形クルル（川村万梨阿）
- エトワール・ローゼンクイーン（鷹森淑乃）
- エリー（大谷育江）

第2話
- クルセイル・シェリー・マール・Q（声 - 川村万梨阿）
- チェロ（折笠愛）
- クレアトゥール・ローゼンクイーン（大谷育江）

第3話
- マージョリー（声 - 富沢美智恵）
- ガオ（渡辺久美子）
- クロウディア（山田美穂〈現・山田みほ〉）
- ミャオ（田村ゆかり）
- ニャンコ（宮川香月）

第4話
- ペコニャン（声 - 氷上恭子）
- ポコニャン（子安武人）
- ニャンシー（宮川香月）

第5話
- シェリー（声 - 川村万梨阿）
- チェロ、マリウス（折笠愛）
- キールディア（子安武人）
- マージョリー（富沢美智恵）

ナレーション
- 川村万梨阿（1-6話）
- 若本規夫（3話）

### スタッフ（天使のプレゼント）
- シナリオ - 新川宗平
- キャラクターデザイン - 野村良治
- 音楽 - 佐藤天平
- プロデューサー - 新川宗平

### 主題歌（天使のプレゼント）
全て作詞 - 新川宗平、作曲 - 佐藤天平
エンディングテーマ
- 第1話 「いつか会える　きっと会える」 歌 - コルネット（藤野かほる）、人形クルル（川村万梨阿）
- 第2話 「二人だけの世界」 歌 - クルル（川村万梨阿）、チェロ（折笠愛）
- 第4話 「かなわぬ愛などないと信じて」 歌 - ペコニャン（氷上恭子）
- 第5話 「ありがとう」 歌 - シェリー（川村万梨阿）
- 第6話 「おてんば姫」 歌 - クルル（川村万梨阿）、「小鳥」 歌 - シェリー（川村万梨阿）

## ハッピーハント
日本一ソフトウェアのi-mode公式サイト「日本一スタジオ」（旧：ローゼンクイーンランド）内の「冒険の章」コーナーで配信されているウェブゲーム。全3章とおまけシナリオで構成されている。
パンナコッタ村の村娘・ショコラが主人公。ババロア高原でキャロット王国の王子・リュナンと出会うところから話は始まる。舞台となる年代は、コルネットが王妃となっているので少なくとも『マール王国の人形姫』より後。仲間になる人形は一新されている。

### 登場人物（ハッピーハント）
ショコラ
主人公。16歳の女の子。人形のミグと話せる不思議な力がある。元気で前向きだがのんきな所があり、よくミグのツッコミを受ける。両親が不在がちのため、ココネの人形館で暮らしている。
ミグ
ココネがおじいさんと共に作った男の子の人形。10歳（推定）。口調は生意気。普通の人形なので動くことはできない。
ココネ
人形館の主。55歳。優しい笑みを絶やさない女性で、ショコラにとっては親代わりの存在。人形作りの腕は超一流。

## マールDEジグソー
マール王国シリーズのイラストを用いたジグソーパズルゲーム。システムは1997年10月に発売されたPS用パズル&アドベンチャーゲーム『どきどきシャッターチャンス 恋のパズルを組み立てて』とほぼ同じである。絵柄は200種類以上。PS2専用プリンタ「popegg」、モバイルデジタルフォトプリンター（型式：DPP-MP1）に対応している。
ストーリーモードは『リトルプリンセス』の3年後が舞台となり、クレアがメインヒロインとして活躍する。全編フルボイス。また対戦モードでは、『ラ・ピュセル 光の聖女伝説』のプリエが隠しキャラクターとして参戦している。
予約特典は「2002年版 マール王国ゴールデンスペッシャルカレンダー」。限定版には『マール王国の人形姫』『リトルプリンセス』『マールDEジグソー』の全使用楽曲を収録した4枚組オリジナルサウンドトラック「ゴールデンスペッシャルCD」が付属する。2003年4月24日に廉価版『マールDEジグソー 〜日本一ソフトウェア the Best〜』が発売された。

### 主題歌（マールDEジグソー）
オープニングテーマ 「Piece of Heart」
作詞 - 井上恵一 / 作曲・編曲 - 佐藤天平 / 歌 - クレア（大谷育江）

## マールじゃん!!
マール王国シリーズのキャラクターが活躍するテーブルゲーム。麻雀風の絵合わせゲームで、同じ絵柄の牌を3つずつ、3組先に揃えたほうが勝ちとなる。上がり役は100種類以上、そのほかキャラクターごとの「必殺技」、お助け牌を使用しての「イカサマ技」も用意されている。
ストーリーモードの主役はクルル。また対戦モードでは、『ラ・ピュセル 光の聖女伝説』よりプリエ（声 - 中原麻衣）・キュロット（水橋かおり）・アルエット（橘ひかり）・クロワ（関俊彦）・ダークエクレール（桑谷夏子）・オマール（檜山修之）が、『魔界戦記ディスガイア』よりラハール（声 - 水橋かおり）・エトナ（半場友恵）・フロン（笹本優子）が隠しキャラクターとして参戦している。
限定版には、オリジナルボーカルアルバム（1999年3月発売の「マール王国の人形姫 〜オリジナルヴォーカルアルバム〜」と同内容）とオリジナルドラマCDが付属する。2011年7月6日よりゲームアーカイブス対応ソフトとして配信されている。

### 主題歌（マールじゃん）
オープニングテーマ 「旅のはじまり」
作詞 - 下篠聡男 / 作曲・編曲 - 佐藤天平 / 歌 - クルル（川村万梨阿）

## 携帯アプリ
下記のミニゲームが、日本一ソフトウェアのモバイルサイト「日本一GAMES」にて配信されている。
- ニャンコパネル（2002年5月1日〈iモード〉配信開始）
- マールスロット（2002年7月16日 (i) 配信開始）
- エリンギャパズル（2002年8月1日 (i) 配信開始）
- ニャンコすべり（2002年 (i) 配信開始）
- ニャンコパネルDX（2007年8月6日 (i) / 2007年11月5日〈Yahoo!ケータイ〉配信開始）
- ニャンコすべりDX（2007年9月3日 (i) / 2007年12月3日 (Y) 配信開始）
- エリンギャパズルDX（2007年10月1日 (i) 配信開始）

## 開発

### マール王国の人形姫
『マール王国の人形姫』が開発された1998年はPlayStation発売から3年が経ち、ソフト販売が過当競争となる時期に差し掛かっていた。社員の希望、要望もあり、このような時期にあえて「ゲーム制作は賭けではない」という会社の原則を曲げてRPGに挑戦した。
開発期間は約7カ月、開発人員は約30名。シナリオを担当した社長（当時）の北角浩一は2 - 3カ月会社に泊まり込んだという。
ミュージカルシーンを取り入れることを提案したのは、プロデューサーの新川宗平であり、「登場人物の言葉をただセリフにするよりも、歌にした方がプレイヤーの心を強く動かす」という考えのもとで提案した。新川はディズニー映画の影響を大きく受けていたことを認めており、「音楽はゲーム性にはまったく関係ないものであり、当初スタッフの反応も冷ややかだったが、独自性を打ち出すためにあえて無茶に挑戦した」とサイトロンウェブシティとのインタビューの中で振り返っている。

## イベント
原画展 「マール王国の世界」
『マール王国の人形姫+1』（1999年9月22日発売）の発売を記念し、1999年9月22日から10月20日まで東京・秋葉原のメッセサンオー本店2Fにて開催された。イラストや開発資料を展示。
商品発売記念イベント
開催日 / 出演者（役名） / 発売商品の順。会場はいずれもメッセサンオー本店。
- 2000年2月6日 / 藤野かほる（コルネット、ニャンニャン）、宮川香月（ニャンコ、ニャンシー） / リトルプリンセス マール王国の人形姫2
- 2000年7月20日 / 大谷育江（クレア）、田村ゆかり（ミャオ） / リトルプリンセス マール王国の人形姫2 ドラマCD
- 2000年10月28日 / 田村ゆかり（ミャオ） / リトルプリンセス+1 マール王国の人形姫2
- 2001年2月11日 / 藤野かほる（コルネット、ニャンニャン）、田村ゆかり（ミャオ） / 天使のプレゼント+マール王国の人形姫 デジタル原画集

おサカナとニャン士郎
公式サイトで2000年12月から2001年1月まで5回にわたり掲載されたWeb絵本。
キャラクター人気投票
2001年3月に男性、7月に女性キャラクターの人気投票が行われた。男性は1位：チェロ（106票）、2位：ランディ (38)、3位：フェルディナンド (36)、4位：マリウス (24)、5位：キールディア (21)。女性は1位：シェリー（28票）、2位：クロウディア (25)、3位：コルネット (17)、4位：クルル (16)、5位：クレア (8)。
マール王立劇場
公式サイトで展開されたリレー小説企画。2001年10月にスタートし、2002年11月に25話で完結した。
チャリティーコンサート
2003年8月23日に岐阜県の各務原市民会館で「株式会社日本一ソフトウェア 10周年記念チャリティーコンサート」が行われた。出演は佐藤天平、川村万梨阿（クルル役）、大谷育江（クレア役）。コンサートの模様を収録したライブCDが2004年4月に発売された。

## 関連商品
作品ガイド
マール王国の人形姫 公式ガイドブック
発売日：1998年12月 / 発行：ゼスト (ZEST OFFICIAL BOOK SERIES) ISBN 4-88377-064-8
マール王国の人形姫 公式 クルルのひみつ手帳
発売日：1998年12月 / メディアワークス（電撃ムックシリーズ 電撃攻略王） ISBN 4-07-310723-2
ゲームの歩き方BOOKS マール王国の人形姫
発売日：1999年2月 / 徳間書店/インターメディア・カンパニー ISBN 4-19-820065-3
リトルプリンセス 〜マール王国の人形姫2〜 公式ガイドブック
発売日：1999年12月16日 / 新紀元社 (BGS OFFICIAL BOOK SERIES) ISBN 4-88317-775-0
ゲームの歩き方BOOKS リトルプリンセス マール王国の人形姫2
発売日：1999年12月16日 / 徳間書店/インターメディア・カンパニー ISBN 4-19-820118-8
リトルプリンセス マール王国の人形姫2 クルルのひみつ日記
発売日：2000年2月10日 / メディアワークス（電撃PS PREMIUM） ISBN 4-8402-1496-4
マール王国白書 マール王国の人形姫+リトルプリンセスマール王国の人形姫2 イラスト&設定資料集
発売日：2000年4月15日 / ケイエスエス ISBN 4-87709-400-8
天使のプレゼント マール王国物語 公式ガイドブック
発売日：2000年12月21日 / ゼスト (ZEST OFFICIAL BOOK SERIES) ISBN 4-88377-106-7
マール王国の人形姫〜リトルプリンセス〜天使のプレゼント 設定解説ファンブック
発売日：2001年5月 / ローカス ISBN 4-89814-230-3

デジタル原画集
リトルプリンセス マール王国の人形姫2 デジタル原画集
発売日：2000年2月6日 / 発売：日本一ソフトウェア
天使のプレゼント+マール王国の人形姫 デジタル原画集
発売日：2001年2月11日 / 日本一ソフトウェア
マール王国の人形姫 ゴールデンスペッシャル デジタル原画集
発売日：2008年8月22日 / 日本一ソフトウェア
マール王国シリーズのイラスト約1,500点を完全網羅。Windows/macOS 両対応。

CD
マール王国の人形姫 オリジナルサウンドトラック
発売日：1999年1月21日 / 発売：A'zip Music / 品番：AZCA-10015
マール王国の人形姫 〜オリジナルヴォーカルアルバム〜
発売日：1999年3月23日 / パイオニアLDC / 品番：KLCA-2013
リトルプリンセス 〜マール王国の人形姫2〜 オリジナルサウンドトラック
発売日：2000年3月8日 / 東芝EMI / 品番：TYCY-10031
RHAPSODY ORIGINAL SOUNDTRACK
発売日：2000年4月16日 / 日本一ソフトウェア
『マール王国の人形姫』の海外版『Rhapsody: A Musical Adventure』のオリジナルサウンドトラックCD。
天使のプレゼント 〜マール王国物語〜 ORIGINAL SOUNDTRACK
発売日：2001年2月21日 / 東芝EMI / 品番：TYCY-10044
株式会社日本一ソフトウェア 10周年記念チャリティーコンサート
発売日：2004年4月22日 / 日本一ソフトウェア / 品番：NSD-23000
佐藤天平 the BEST 日本一ミュージックコレクション Beautiful Days
発売日：2005年7月23日 / 日本一ソフトウェア
マール王国シリーズより6曲、『ラ・ピュセル 光の聖女伝説』より2曲、『魔界戦記ディスガイア』より2曲の計10曲を収録。
佐藤天平 the BEST 2 Heroic Saga
発売日：2009年12月10日 / 日本一ソフトウェア
マール王国シリーズより2曲、『ラ・ピュセル』より3曲、『ディスガイア』より4曲、『ファントム・ブレイブ』より1曲の計10曲を収録。

ドラマCD
マール王国の人形姫 〜不思議な森の小さなお茶会〜
発売日：1999年3月26日 / 発売：キングレコード / 品番：ABCA-9
TVパニックプレゼンツ ドラマファンディスク　Vol.2 リトルプリンセス マール王国の人形姫2
発売日：2000年7月10日 / 明響社 / 品番：TVCD-10002
ゲームソフト販売チェーン・TVパニックでのみ販売。1,500枚限定。
リトルプリンセス マール王国の人形姫2 ドラマCD
発売日：2000年7月19日 / サイトロン・デジタルコンテンツ / 品番：SCDC-00030
『子安・氷上のゲムドラナイト』（TBSラジオ）で放送されたラジオドラマをCD化。脚本：堀井明子、演出：千葉繁。
マージョリーとミャオのビューティー放送局
発売日：2002年7月24日 / 日本一ソフトウェア
エトワールお嬢様の冒険 〜マール王国の人形姫・外伝〜
発売日：2005年7月9日 / 日本一ソフトウェア / 品番：NSD-33000
モバイルサイト「日本一スタジオ」で配信されたWeb小説をドラマCD化したもので、エトワールの娘・クレアの出生の秘密が語られる。『マール王国の人形姫』と『リトルプリンセス』をつなぐ物語。

書籍
マール王国の人形姫 公式コミックアンソロジー
発売日：1999年4月15日 / 発行：メディアワークス（電撃コミックス） ISBN 4-07-311875-7
マール王国の人形姫 ［小説］
著者：堀井明子 / 発行：ケイエスエス〈ケイエスエスノベルズ〉
- 上巻 発売日：1999年4月15日 ISBN 4-87709-337-0
- 下巻 発売日：1999年8月10日 ISBN 4-87709-360-5

リトルプリンセス マール王国の人形姫2 ［小説］
著者：堀井明子 / ケイエスエス〈ケイエスエスノベルズ〉
- 上巻 発売日：1999年12月15日 ISBN 4-87709-394-X
- 下巻 発売日：2000年3月15日 ISBN 4-87709-402-4

天使のプレゼント マール王国物語 ［小説］
著者：紺野たくみ / 発売日：2001年2月15日 / メディアワークス（電撃文庫） ISBN 4-8402-1747-5
マール王国の人形姫 天使が奏でる愛のうた ［漫画］
作者：丸山薫 / アスキー・メディアワークス（キャラぱふぇ vol.7-9〈2008年5・7・9月発行〉連載）
マール王国の人形姫 天使が奏でる愛のうた ［小説］
著者：神代創、イラスト：丸山薫 / 発売日：2008年10月30日 / エンターブレイン（ファミ通文庫） ISBN 978-4-7577-4485-1

その他
トレーディングカード マール王国の人形姫
発売日：1999年3月20日 / 発売：ブロッコリー / 全66種類（スペシャルカード3種）。
マール王国の人形姫・リトルプリンセス メロディーコレクション
発売日：2000年7月20日 / 日本一ソフトウェア / 主旋律のみの楽譜集。
マール王国の人形姫 コルネット&人形クルル フィギュア
発売日：2000年12月12日 / リューノス / レジンキャスト製組立キット、1/8スケール。
マール王国の人形姫 クルル姫&子レジェム フィギュア
発売日：2000年12月12日 / リューノス / レジンキャスト製組立キット、1/8スケール。
ボイスアラームクロック クルル姫ver./シェリーver.
発売日：2001年7月20日、12月24日 / 日本一ソフトウェア / 予約限定生産。ボイスは録り下ろし、文字盤の絵は描き下ろし。
ガスト&日本一 トリプルオモチャバコ
発売日：2005年8月6日 / ガスト / 品番：EKPR-1
PlayStation Portable用UMDソフト。アトリエシリーズ、マール王国シリーズ、『ラ・ピュセル』、『ディスガイア』、『ファントム・ブレイブ』、『ファントム・キングダム』のムービー・イラスト・楽曲を収録する（ムービーはアトリエシリーズのみ、『ファントム・キングダム』はイラストのみ）。
マール王国の人形姫 高精細複製原画
発売日：2008年8月31日 / 日本一ソフトウェア / 3種類、各50枚限定（シリアルナンバー入り）。A3サイズ。
その他食品・雑貨多数

## 反響

### マール王国の人形姫
『マール王国の人形姫』はユーザーから受け入れられており、日本一ソフトウェアのアンケートはがきにもミュージカルの要素について評価するものもあった。

### 天使のプレゼント マール王国物語
フリーライターの楠本桃子は『天使のプレゼント マール王国物語』について、「本作はミュージカルゲームの最高峰であり、ミュージカルシーンを楽しむために、何度も周回プレイをしてしまう」とニュースサイト・スパイスに寄せたコラムの中で評価している。